# Спленомегалија
Спленомегалија или увећање слезине је патолошко стање у коме је слезина измењена по габариту, мерено по величини или тежини. У прошлости, спленомегалија је била примарни клинички налаз код израженији форми, али последњих година, имиџинг студије су помогле да се процени или потврди чак и благи облик спленомегалије.

## Основне информације
Слезина је функционално разнолик орган са активном улогом у имунолошком надзору и хематопоези. Лежи унутар левог горњег квадранта перитонеалне шупљине и наслања се на 9—12 ребро, стомак, леви бубрег, флексуру дебело црево и реп панкреаса. Нормална слезина тежи 150 грама. Њена краниокаудалне дужине је приближно 11 cm.
| Висина       | Дужина слезине | Дужина слезине |
| Висина       | Жене           | Мушкарци       |
| ------------ | -------------- | -------------- |
| 155 – 159 cm | 6,4 – 12 cm    |                |
| 160 – 164 cm | 7,4 – 12.2 cm  | 8,9 – 11,3 cm  |
| 165 – 169 cm | 7,5 – 11,9 cm  | 8,5 – 12,5 cm  |
| 170 – 174 cm | 8,3 – 13,0 cm  | 8,6 – 13,1 cm  |
| 175 – 179 cm | 8,1 – 12,3 cm  | 8,6 – 13,4 cm  |
| 180 – 184 cm |                | 9,3 – 13,4 cm  |
| 185 – 189 cm |                | 9,3 – 13,6 cm  |
| 190 – 194 cm |                | 9,7 – 14,3 cm  |
| 195 – 199 cm |                | 10,2 – 14,4 cm |

Нормална слезина се обично не може палпирати, иако се понекад може палпирати код адолесцената и особа витке грађе. Ако слезина није палпабилна, клиничар може проценити спленомегалију перкусијом подручја познатог као Траубеов семилунарни простор, који је дефинисан левом границом грудне кости, ивицом ребра и доњом границом 9. ребра; тупост до перкусије (за разлику од тимпаније, која је нормално присутна и представља трбух испуњен ваздухом) је у складу са благом до умереном спленомегалијом. Израженија спленомегалија може се палпирати испод нивоа ивице левог ребарног лука и може се проширити чак до горње ивице карлице. Треба напоменути да увећана или опипљива слезина није нужно од клиничког значаја. На пример, одређене особе са широко раширеним меуребарним ивицама имају лако опипљиве, али мале слезине. 
Тежина слезине од 400-500 g указује на спленомегалију, док је тежина већа од 1.000 g означена као масивна спленомегалија. Поулин и сарадници су дефинисали спленомегалију као:
- умерену ако су њене највеће димензија 11-20 cm
- тешку ако је највећа димензија већа од 20 cm.

## Епидемиологија

### Демографија
У Сједињеним Америчким Државама, једна група истраживања пријавила је палпабилну слезину код 2% пацијената, а друга код 5,6% пацијената. [ 9 ]
Синдром тропске спленомегалије јавља се најчешће код особа које живе у маларијском појасу тропске Африке и код посетилаца тог региона.

### Демографија везана за расу, пол и узраст
Не постоји расна склоност ка спленомегалији. Међутим, црнци који могу патитити од спленомегалије изазване поремећајем хемоглобина повезаног са болешћу српастих ћелија. За разлику од болести српастих ћелија, која доводи до мале, аутоинфарктне слезине, пацијенти са болешћу хемоглобина  повезаног са болешћу српастих ћелија могу имати спленомегалију која прати њихове пигментне жучне каменце.
Иако, није документована полна склоност за спленомегалију, изузетак је синдром тропске спленомегалије (или хиперактивни маларијски синдром) код кога је однос учесталости између жена и мушкараца од 2:1. 
Како су капсуле код слезине старијих особа много тање од њихових млађих колега. Комбинација стањивања капсуле са повећаном тежином и величином слезине чини повреду слезине чешћом код старијих особа. Ови фактори објашњавају повећану вероватноћу спленектомије због трауме у овој подгрупи пацијената.

## Клиничка слика
Клиничка слика укључује следеће симптоме:
- бол у трбуху,

- бол у грудима,  сличан плеуралном  болу
- бол у леђима када су желудац, мокраћна бешика или црева пуни,
- рана ситост због отока слезине
- анемије због пратеће цитопеније.

Знаци спленомегалије могу укључивати палпабилну трбушну масу у левом горњем квадранту трбуха  или осећај померања слезине.  
У случајевима инфективне мононуклеозе спленомегалије је чест симптом.

## Дијагноза
Увећање слезина  могуће је открити перкусијом Тауберовог простора помоћу Кастеловог знака. Ако код пацијената постоји велика вероватноћа спленомегалије, а физички преглед није довољно осетљив да би је открио спленомегалију, код таквих пацијената индикован је ултразвучни преглед или нека од  редиолошких метода.
Повећање слезине је уобичајено код пацијената са инфективном мононуклеозом. Слезина је под повећаним ризиком од руптуре у прве 3-4 недељљ инфекције. Ово је навело многе клиничаре да користе ултразвук како би утврдили да ли је присутно повећање слезине. Међутим, пошто индивидуални пречници слезине веома варирају, поређење величине слезине ултразвуком са нормама становништва није валидан метод за процену повећања слезине..

## Терапија
Успешно лечење примарног поремећаја у случајевима спленомегалије може довести до регресије хиперспленизма без потребе за операцијом (спленектомијом).
Спленектомија је повремено индикована да помогне у контроли или стадијуму основне болести у случајевима спленомегалије. Најчешће индикације за терапијску спленектомију укључују:
- наследну сфероцитозу,
- имунолошку тромбоцитопенију (ИТП)
- аутоимуну хемолизу где је спленомегалија отпорна на терапију прве линије и изазива значајну нелагодност због масивне спленомегалије или компликованог хиперспленизма.

Поред тога, спленектомија омогућава патолошку дијагнозу код лимфопролиферативних поремећаја као што су лимфом маргиналне зоне слезине или леукемија власастих ћелија. 
 Лимфом маргиналне зоне слезине који је секундарно повезан са хепатитисом Ц често може да се реши лечењем вирусног хепатитиса, а случајеви који нису повезани са хепатитисом Ц могу се лечити монотерапијом ритуксимабом, чиме се спречавају компликације спленектомије. 
Спленектомија је такође индикована за лечење хроничног, тешког хиперспленизма отпорног на претходну медицинску терапију. Ово се може десити у условима као што су:
- Леукемија власастих ћелија
- Фелтијев синдром
- Примарна мијелофиброза (агногена мијелоидна метаплазија)
- Талассемија мајор
- Гаушерова болест
- Хемодијализна спленомегалија
- Тромбоза вене слезине[9]

Лечење секвестрације слезине укључује конзервативно лечење трансфузијама крви/трансфузијама размене крви, како би се смањио број српастих црвених крвних зрнаца, или спленектомијом. Спленектомија, ако је потпуна, спречиће даљу секвестрацију, а ако је делимична, може смањити понављање акутних криза секвестрације слезине. Међутим, недостају докази из испитивања који показују да спленектомија побољшава преживљавање и смањује морбидитет код болести српастих ћелија.
У ретким случајевима, спленектомија се може користити за лечење тромботичке тромбоцитопеничне пурпуре (ТТП). Међутим, терапеутска трансфузија размене плазме (плазмафереза) је у великој мери потиснула потребу за спленектомијом код ових пацијената
Радиотерапија

Радиотерапија у малим дозама коришћена је као палијативна нега за спленомегалију код пацијената са хематолошким поремећајима као што је примарна мијелофиброза.
Иако је најчешћи режим зрачења слезине био 10 Gy  у фракцијама од 1Gy током 2 недеље, ови аутори су закључили да би ниже дозе (нпр. 5 Gy у 5 фракција) могле бити једнако ефикасне као и веће дозе, јер нису нашли никакву корелацију између биолошки еквивалентне дозе зрачења трајање терапије и одговора, ублажавање бола, смањење слезине или побољшање цитопеније.

### Стационарна нега
Стационарно збрињавање пацијената са спленомегалијом зависи од модалитета који се користи за лечење основног узрока стања и од компликација те неге. 

### Амбулантна нега
Амбулантно збрињавање пацијената са спленомегалијом заснива се на следећим принципима: 
- примарна етиолошка болест;
- праћење крвне слике, посебно када је повезано са мијелопролиферативном болешћу као узроком;
- праћење напредовања инфекције након спленектомије (ОПСИ).

Тромбоцитоза може захтевати лечење када број тромбоцита пређе 1 милион/μЛ. Вишеструки модалитети су коришћени за смањење броја тромбоцита или инхибирање њихових тромботичких ефеката, укључујући хидроксиуреју, аспирин или тромбоцитферезу (сакупљање и уклањање тромбоцита из циркулације).

## Прогноза
Прогноза на коју утиче стање основне болести, а не присуство спленомегалије или стање након спленектомије, обично је добра и не разликује се суштински од контролне групе која одговара узрасту пацијјената.

### Морбидитет и морталитет
Морбидитет и морталитет у случајевима спленомегалије углавном потичу од повезаних стања болести или хируршких процедура, а не од саме спленомегалије. Стопе морбидитета и морталитета у многоме  варирају и односе се на присуство или одсуство коморбидитета, крварења и отказивања органа.
Код пацијената са увећаном слезином постоји већа вероватноћа да ће имати руптуру слезине услед тупе абдоминалне или ниске торакалне трауме. Већа је и вероватноћа да ће ови пацијенти бити изложени хитној оперативној спленектомији и пратећим ризицима. 